# Струково (Тарногський район)
Стру́ково (рос. Струково) — колишній присілок у складі Тарногського району Вологодської області, Росія. Входив до складу Забірського сільського поселення. У 2023 році виключений з облікових даних як населений пункт через приєднання до села Красне.

## Населення
Населення — 26 осіб (2010; 32 у 2002).
Національний склад (станом на 2002 рік):
- росіяни — 97 %